# Liste der Häuptlinge und Anführer der Apachen

## Chiricahua Apache

### Chihenne (Chihende / Tchihende)
- Juan Josè Compá (ca. *1786 - †1837 im Santa Rita del Cobre-Massaker; sein Vater El Compá war ein bedeutender Häuptling der Janeros-Nednhi, der seit den 1830er als Vermittler zwischen Mexiko und Apache auftrat und permanent friedlich beim Presisio Janos siedelte, Juan Josè Compá folgte seinem Vater 1794 als Häuptling der Bedonkohe und später auch der „Coppermine“ Mimbreño-Chihenne, war führender Häuptling südlich des Gila River im Südwesten New Mexicos und Nordwesten Chihuahuas und Unterzeichner der Friedensverträge von 1832 und 1835, evtl. Onkel des Häuptlings Delgadito)
- Fuerte (span.: „Stark“, auch: Soldado Fiero („Wilder, harter Soldat“), ca. *? - †1835/1837 nahe Santa Rita del Cobre, Häuptling der „Warm Springs“ Mimbreño-Chihenne und wichtigster Häuptling nach Juan Josè Compa, wurde von Presidio-Truppen aus Janos, Chihuahua, getötet.)
- Cuchillo Negro (span.: „Schwarz[gefärbt]es Messer“, Apache-Name Baishan - „Messer“, ca. *1796 – †24. Mai 1857, Sohn von Häuptling Fuerte/Soldado Fiero und Schwager von Mangas Coloradas, Häuptling der „Warm Springs“ Mimbreño-Chihenne und wichtigster Häuptling nach Mangas Colaradas, wurde von US-Truppen 1857 im Canyon de los Muertos Carneros (Canyon der toten Schafe) getötet)[1]
- Delgadito (span.: „dünn“, „schmal“, Apache-Name Tudeevia bzw. Dudeevia, Kriegshäuptling unter Juan Josè Compá (evtl. seinem Onkel) und Fuerte/Soldado Fiero sowie deren Nachfolgern Mangas Coloradas und Cuchillo Negro, diente den Häuptlingen Mangas Coloradas und Cuchillo Negro bei Verhandlungen oftmals als Sprecher, nach der Ermordung von Mangas Colaradas folgte er ihm als Häuptling der „Coppermine“ Mimbreño-Chihenne, neben Victorio führender Häuptling der Chihenne)
- Itán (ca. *? - †1857, prominenter Häuptling einer Lokalgruppe der „Coppermine“ Mimbreño-Chihenne, Verbündeter Delgadito's und Mangas Coloradas', nahm von 1835 bis 1843 mit Pisago Cabezón und Mangas Coloradas an Friedensverhandlungen teil und gleichzeitig weiterhin an Raids nach Sonora und Chihuahua, die Raubgüter tauschte er in Socorro, New Mexico, schloss sich ab 1849/1850 den moderaten Delgadito und Coleto Amarillo sowie Láceres an und schloss 1850 Frieden mit Chihuahua in Janos, nach dem Carrasco-Massaker durch Sonora-Truppen an Apache bei Janos 1851 (22 tote Apache - darunter der damals bedeutendste Chokonen-Häuptling Yrigóllen sowie 62 gefangene Apache) nahm er die Raids nach Mexiko wieder auf, schloss 1856 mittels Gefangenenaustausch Frieden in Janos.)
- Mangas Coloradas (auch: Mangus Colorado, span.-mexikanisch für „(blut)rot gefärbte Ärmel“, Red Sleeves (deutsch: „Rote Ärmel“) - Übernahme seines Apache-Spitznamens Kan-da-zis Tlishishen („Rotes/Pinkes Hemd“, da er immer ein rotes Shirt im Kampf trug), eigentlicher Name Dasoda-hae („Er sitzt einfach nur da“), geboren 1797, gestorben am 18. Januar 1863, gebürtiger Bedonkohe, Nachfolger von Juan Josè Compá als Häuptling der „Coppermine“ Mimbreño-Chihenne sowie von Mahko als Häuptling der Bedonkohe, Schwiegervater der Häuptlinge Cochise, Victorio und Kutu-hala/Kutbhalla (wahrscheinlich identisch mit Caballero/Ca-bal-le-so, Häuptling der Nit'ahéndé Band der Northern Mescalero), bis zu seiner Ermordung für ca. 25 Jahre bedeutendster Anführer unter den Chiricahua Bands[2])
- Victorio (spanisch für „Der Sieger, Der Siegreiche“, Apache-Name Bidu-ya, Beduyat oder Beduiat - „Der, der seine Pferde kontrolliert“, ca. *1825 - †14/15. Oktober 1880, Tres Castillos, Chihuahua, Mangas Coloradas’s Schwiegersohn und Nachfolger von Cuchillo Negro als Häuptling der „Warm Springs“ Mimbreño-Chihenne, übertraf bald Delgadito an Ansehen und wurde führender Häuptling der Chihenne, unternahm mit einer Band aus ca. 200 bis 250 Kriegern der Chihenne, Bedonkohe sowie Mescalero und einiger Comanche unter Häuptling Caballero/Ca-bal-le-so (Victorio's Schwager) sowie Frauen und Kindern 1879/1880 mehrere erfolgreiche Raids in New Mexico, Texas und Chihuahua, wurde in der Schlacht von Tres Castillos von Colonel Joaquin Terrazas und 260 Soldaten sowie Tarahumara-Scouts besiegt, 61 Krieger und Victorio sowie 16 Frauen und Kinder wurden getötet, 68 Frauen und Kinder in Chihuahua City in die Sklaverei verkauft)[3]
- Nana (span. „Großmutter“, Apache-Name Haškɛnadɨltla („Wütend, Er ist aufgebracht/aufgeregt“) und Kas-tziden („Gebrochener Fuß“); ca. *1800 - †1894, Neffe von Delgadito, heiratete eine Schwester von Geronimo, segundo und Kriegshäuptling von Cuchillo Negro sowie dessen Nachfolger Victorio, nach Victorio's Tod Häuptling der „Warm Springs“ Mimbreño-Chihenne)
- Loco (span. „der Verrückte, der Waghalsige, Mutige“, Apache-Name Jlin-tay-i-tith und Lidayisil („Stoppt - Sein Pferd“), *1823 - †1905, wurde nach Delgadito's Tod Häuptling der „Coppermine“ Mimbreño-Chihenne und zweitmächtigster Häuptling nach Victorio)[4]
- Ka-ya-ten-nae (Apache-Name Kadhateni bzw. Gait-en-eh, auch: Ka-T-Te-Kay und Kaetenna („Spiegelglas“), *1858 - †Januar 1918, berühmter Krieger, auf Grund eines Mordversuchs auf Britton Davis wurde er drei Jahre auf der Gefängnisinsel Alcatraz interniert, zweiter Ehemann von der Kriegerin Gouyen („Jene, die weise ist“, ca. *1857 - †1903) und Stiefvater von Kaywaykla)[5]
- Mangas (auch: Mangus, später: Carl Mangus, ca. *1846 - †9. Februar 1901, Fort Sill, Oklahoma, jüngster Sohn von Mangas Coloradas, Anführer einer Chihenne-Lokalgruppe und überzeugter Kämpfer für die Ansprüche der Chihenne auf eigenes Land, kapitulierte mit seiner kleinen Gruppe im Oktober 1886 als letzter Apachen-Führer, nachdem bereits Chihuahua im Frühjahr sowie Naiche und Geronimo im September 1886 sich ergeben hatten, diente bis zu seinem Tod als Fort Sill's Native Scout in der US-Armee und wurde daher auf dem Old Post Cemetery und nicht auf dem Prisoner of War Cemetery bestattet.)

### Bedonkohe (Bidánku / Bidankande)
- Juan Diego Compá (Nachfolger seines Vaters El Compá als Häuptling der Janeros-Nednhi bei Janos, später zudem Häuptling einer Bedonkohe-Lokalgruppe und segundo (Kriegshäuptling) seines Bruders Juan Josè Compá, des damals mächtigsten Häuptlings unter den Chiricahua Bands)
- Mahko (auch: Old Mahko; führender Häuptling aller Bedonkohe, sein Sohn Taklishim, Vater von Geronimo, konnte sich jedoch nicht gegenüber rivalisierende Anführer, Mano Mocha und Luis, durchsetzen, so dass die Führung der Bedonkohe zersplitterte, später wurde Mangas Coloradas zum Häuptling gewählt)
- Mano Mocha (span.: „mokka[farbige] Hand“, da eine Hand im Kampf gegen einen Grizzly verstümmelt wurde, Apache-Name Tuin, ca. *1780 - †1840er; Anführer einer Lokalgruppe in den Mogollon Mountains und bedeutender Kriegshäuptling, verhinderte nach dem Tod von Mahko, dass dessen Sohn die Nachfolge als Häuptling antrat, übernahm in den 1830–1840er Jahren die moderatere Politik der Chokonen Bands gegenüber Mexiko, einer seiner Söhne wurde von Skalpjägern Anfang Juli 1849 in Corralitos, Chihuahua, bei Friedensverhandlungen getötet)
- Luis (Sohn von Mangas Coloradas, Anführer einer Bedonkohe-Lokalgruppe in den 1840er, verhinderte zusammen mit Mano Mocha nach dem Tod von Mahko, dass dessen Sohn die Nachfolge als Häuptling antrat)
- Jóse Mangas (Bruder von Mangas Coloradas und Vater von Chato, dem Häuptling einer Chokonen-Lokalgruppe, führte zusammen mit Chastine (Sohn Mangas Coloradas'), Gordo (Apache-Name: Nay-zar-zee), Chiva und Esquine verschiedene Lokalgruppen der Bedonkohe, enger Verbündeter der Chokonen)
- Esquine (auch: Eskinye, Halbbruder von Nahilzay, dem segundo und Kriegshäuptling von Cochise, Berater von Taza und Anführer der Kriegsfraktion der Chokonen, Häuptling einer Bedonkohe-Lokalgruppe in den 1860–1880er, Verbündeter von Victorio und Chato, schloss sich 1879 nach einer schweren Niederlage bei Lake Guzman den Nednhi an)
- Gordo (Apache-Name Nay-zar-zee, bereits unter Mangas Coloradas einflussreicher Anführer einer Lokalgruppe und Kriegshäuptling, führte nach dessen Tod zusammen mit Jóse Mangas (Bruder Mangas Coloradas'), Chastine (Mangas Coloradas' Sohn), Chiva und Esquine verschiedene Lokalgruppen der Bedonkohe, enger Verbündeter der Nednhi unter Juh)
- Chiva (Anführer einer Lokalgruppe und Kriegshäuptling, führte nach Mangas Colorada's Tod zusammen mit Jóse Mangas (Bruder Mangas Coloradas'), Chastine (Sohn Mangas Coloradas') und Esquine verschiedene Lokalgruppen der Bedonkohe, enger Verbündeter der Nednhi unter Juh sowie der Östlichen White Mountain Apache unter Esh-kel-dah-sila, eines weiteren Schwiegersohn's von Mangas Coloradas)
- Geronimo (span. Anrufung des Heiligen Hieronymus (Jerónimo), Apache-Name Gokhlayeh, Goyaałé bzw. Goyáálé („Der Gähnende“), *16. Juni 1829 - †17. Februar 1909, Enkel des letzten bedeutenden Bedonkohe-Häuptlings Mahko, Medizinmann und Kriegshäuptling einer Gruppe von Bedonkohe, Chihenne und Nednhi, jedoch unterstand er immer der Führung der Häuptlinge Loco, Nana, Juh und Naiche)

### Nednhi (Nde’ndai / Ndendahe)
- Coleto Amarillo (span.: „Gelbes Hemd“, *? - †1852, Häuptling der Janeros-Nednhi und in den 1840–1850er der führende Häuptling der Nednhi, bedeutendster Fürsprecher der Chiricahua-Häuptlinge im Juni 1850 beim Frieden von Janos, Chihuahua, wurde 1852 von Militär aus Sonora nördlich des Lake Guzmán im NW Chihuahuas getötet[6], ein gleichnamiger Sohn war in den 1850–1860er Anführer einer kleinen Janeros-Nednhi-Gruppe)
- Láceres (auch: Láceris, Häuptling der Janeros-Nednhi und in den 1840–1850er nach Coleto Amarillo der führende Häuptling der Nednhi)
- Arvizu (ca. *1795 - †1851, Anführer einer Janeros-Nednhi-Gruppe, diese lebte seit den 1820er meist nahe Janos, Chihuahua, unterzeichnete die Friedensverträge von 1842 und 1850, wurde jedoch im Carrasco-Massaker 1851 von Sonora-Truppen ermordet.)
- Galindo (Kriegshäuptling in den 1840–1850er, Nachfolger von Láceres als Häuptling einer Janeros-Nednhi-Lokalgruppe in den 1850–1860er)
- Barboncito (Anführer einer Janeros-Nednhi-Gruppe in den 1840–1850er)
- Perea (Anführer einer Janeros-Nednhi-Gruppe in den 1840–1850er)
- Natiza (neben Juh führender Häuptling der Janeros-Nednhi der 1860–1870er)
- Juh (auch: Jui, Hu, Ho, Whoa (sprich: Hoo), Apache-Name Tan-Dɨn-Bɨl-No-Jui („Er bringt viele (geraubte) Dinge mit sich“) und Ya-Natch-Cln bzw. Ya-Nach-Cle („der Weitsichtige“), ca. *1825 - †November 1883, ab Mitte der 1850er bis zu seinem Tod Häuptling der Janeros-Nednhi und letzter bedeutender Nednhi-Führer sowie nach Victorio's Tod der letzte bedeutende militärische Führer der Chiricahua Bands)
- Asquienalte (Häuptling der Janeros-Nednhi)
- Soquilla (ca. *1800 - †1840er; Anführer einer Janeros-Nednhi-Lokalgruppe, trat 1842 beim Frieden von Janos als ein Sprecher der Häuptlinge auf, seine Lokalgruppe gehörte zur Band unter Häuptling Asquienalte, schloss sich 1844 den Chokonen-Raubzügen nach Sonora an)
- Jasquedegá (auch: Asquedega, *? - †6. Juni 1849 in Carmen, Chihuahua, Häuptling einer Gruppe der Carrizaleños-Nednhi, wurde zusammen mit 22 weiteren Carrizaleños-Nednhi von Skalpjägern getötet)
- Cristóbal (in den 1820–1830er neben Jasquedegá prominentester Häuptling der Carrizaleños-Nednhi)
- Francisquillo (Anführer einer Carrizaleños-Nednhi-Gruppe in den 1840–1850er)
- Francisco (Anführer einer Carrizaleños-Nednhi-Gruppe in den 1840–1850er)
- Cigaritto (Anführer einer Carrizaleños-Nednhi-Gruppe in den 1840–1850er)
- Cojinillín (Anführer einer Carrizaleños-Nednhi-Gruppe in den 1850–1860er)
- Felipe (Anführer einer Carrizaleños-Nednhi-Gruppe in den 1850–1860er)

### Chokonen (Chukunende / Tsokanende)
- Pisago Cabezón (ca. *1770 - †1846 im Municipio Galeana, Chihuahua, folgte 1793 seinem von Soldaten getöteten Vater als Häuptling nach, neben Relles/Reyes führender moderater Häuptling der Chokonen, unterzeichnete zusammen mit Ponce's Chihenne und anderen Häuptlingen am 4. Juli 1842 den Friedensvertrag von Janos und versprach Chihuahua militärische Hilfe gegen feindliche Mescalero Apache Bands, wurde 1846 zusammen mit ca. 130 Apache von James Kirker und seinen Skalpjägern bei Galeana ermordet, hatte mehrere Frauen und mindestens 13 Kinder (darunter vermutlich Cochise), zudem waren mehrere bedeutende Chokokonen-Anführer (Tapilà, Casimiro und Carro) der 1840–1850er Mitglieder seiner Lokalgruppe und vermutlich mit ihm verwandt)
- Relles (auch: Reyes, *? - †1846 im Municipio Galeana, Chihuahua, neben Pisago Cabezón führender moderater Häuptling der Chokonen in den 1830–1840er, seine Lokalgruppe lagerte meist in der Nähe von Fronteras, Sonora, unterzeichnete den Vertrag von 1838 mit Sonora sowie zusammen mit Pisago Cabezón und anderen Häuptlingen am 4. Juli 1842 den Friedensvertrag von Janos, bei den 1844 erneut aufflammenden Feindseligkeiten zwischen Sonora und Apache war er einer der bedeutendsten feindlichen Häuptlinge und daher das Hauptziel von James Kirker's Skalpjägern, denen er in Galeana ebenfalls zum Opfer fiel)
- Posito (auch: Posito Moraga, ca. *? - ca. †1855, prominenter Häuptling einer Chokonen-Lokalgruppe der 1840–1850er, sein Bruder Chino war enger Verbündeter Cochise in den 1850–1860er)
- Yrigóllen (in den 1840–1850er führender Chokonen-Häuptling, sein segundo und Kriegshäuptling war Miguel Narbona, sein Bruder Aguirre (ca. *? - †1868) war seit den 1850er Anführer einer Chokonen-Gruppe und Verbündeter von Cochise, 1868 von Sonora-Militärs nahe Janos, Chihuahua, getötet.)
- Tapilà (Häuptling einer Chokonen-Lokalgruppe, nach Carro, Esquinaline und Casimiro einer der bedeutendsten Führer in den 1840–1860er)
- Teboca (ca. *1790 - ca. †1851 in der Schlacht von Pozo Hediondo (Gran Esperanza), Sonora, Mexiko feindlich gesinnter Anführer einer Lokalgruppe in den 1830–1850er, seine Söhne Tullote, Naquebre, Guero, Vicente und Chiquito waren bedeutende Krieger und Unterstützer von Cochise)
- Matías (ca. *1790 - ca. †1845, wie Relles/Reyes siedelte er von den 1820er - 1840er mit seiner Band meist in der Nähe von Fronteras, Sonora, war ein moderater Häuptling der Chokonen und unternahm mehrere Reisen zu Friedensverhandlungen nach Guaymas, Ures und Chihuahua City, nach seinem Tod wurden seine Söhne Pablo und Elías nur Anführer von kleinen Lokalgruppen)
- Vívora (Apache-Name Clis, ca. *1780/1790 - †1800er, sein Vater war ein bedeutender Häuptling in den 1790–1800er, ab 1790 siedelte seine Lokalgruppe mit anderen Apache friedlich bei Janos, Chihuahua, deren Führung er ab 1804 übernahm, schloss zusammen mit Pisago Cabezón, dem Häuptling seiner Band, mit Sonora 1836 in Fronteras sowie mit Chihuahua 1842 in Janos Frieden, leistete Chihuahua militärische Hilfe gegen feindliche Mescalero Apache Bands, überlebte zwischen 1837 (Santa Rita del Cobre-Massaker - Ermordung Juan Jose Compa's) und 1846 (Galeana-Massaker - 130 getötete Apache) sowie weitere Massaker, verlor hierdurch jedoch zusehends Einfluss an die Kriegsfraktion)
- Miguel Narbona (ca. *1800 - ca. †1856), wurde 1812 als Kind von Sonora-Militär unter dem Kommando Kapitän Antonio Narbona's gefangen, von dessen Familie aufgezogen und auf den Namen Miguel Narbona getauft, floh als 18-Jähriger nach 10 Jahren Gefangenschaft, nahm nach dem Galeana-Massaker 1846 an keinen Friedensverhandlungen teil, segundo des Chokonen-Häuptlings Yrigóllen, neben Mangas Coloradas führender Kriegshäuptlings der Chiricahua Bands, führte verbündete Chokonen-Nednhi Bands gegen Bacoachi und Fronteras (die Garnison ergab sich im April 1847), unternahm mehrere erfolgreiche Raids gegen die Siedlungen Chinapa (Februar 1847 niedergebrannt), Cuquiarachi (Dezember 1847 niedergebrannt)[7], Chinapa (Februar 1847 niedergebrannt), Fronteras (August 1848 belagert), Tumacacori und Tubac (Dezember 1848 zerstört)
- Esquinaline (Esquine bzw. Esquinaldine, auch: Esconolea, Escani, Häuptling einer Chokonen-Lokalgruppe und bedeutender Führer in Raids nach Mexiko in den 1840–1850er, war zusammen mit Carro nach Miguel Narbona's Tod 1856 kurzfristig der führende Häuptling der Chokonen)
- Cochise (Apache-Name Shi-ka-She und A-da-tli-chi („hat die Qualität oder Festigkeit einer Eiche“) oder Goci („seine Nase“), nachdem die Weißen ihn „Cochise“ nannten übernahmen die Apache diese Bezeichnung als K'uu-ch'ish oder Cheis („Eiche, Hartholz“), ca. *1805/1823 - †8. Juni 1874, war in den 1840–1850er Verbündeter Miguel Narbona's, des führenden Kriegshäuptlings der Chokonen, folgte Pisago Cabezón (vermutlich sein Vater) in den 1850er als ein Häuptling der Chokonen nach, mit den Tod von Miguel Narbona Mitte der 1850er wurde er zum überragenden Häuptling der Chokonen - vergleichbar mit der Stellung seines Schwiegervaters Mangas Coloradas bei den Chihenne-Bedonkohe, hatte mindestens zwei namentlich bekannte jüngere Brüder - Juan und Coyuntura (in Apache: Kin-o-Tera), heiratete Dos-teh-seh, eine Tochter von Mangas Coloradas)
- Taza (Apache-Name Daza („schwer“, bezogen auf seinen kompakten, robusten Körperbau), auch: Tahzay, Tazhay, Tazi, Tahzi, Tazhe, Tah-ze, ca. *1843 – 26. September 1876; älterer Sohn von Cochise, Bruder von Naiche und Halbbruder von Dash-den-zhoos und Naithlotonz/Naiche-dos, berühmter Krieger und Medizinmann, folgte Cochise als Anführer der Chihuicahui-Lokalgruppe sowie führender Häuptling der Chokonen, hatte jedoch nur noch Kontrolle über die Hälfte der Chokonen; die anderen Häuptlinge/Anführer waren Nahilzay, Skinya, Cathla (Cullah) und Chihuahua, weitere ca. 190 Chokonen hatten sich den Chihenne-Bedonkohe unter Esquine und Chiva angeschlossen)
- Naiche (auch: Nache, Nachi, Natchez („der Schelm“, „der Unheilstifter“), ca. *1856/1858; † 16. März 1919 in Mescalero in der Mescalero Apache Reservation; jüngerer Sohn von Cochise, Bruder von Taza und Halbbruder von Dash-den-zhoos und Naithlotonz/Naiche-dos, letzter traditioneller Häuptling der Chihuicahui-Lokalgruppe, wurde jedoch nicht von allen Chokonen als führender Häuptling anerkannt, so dass mehrere prominente Krieger seinen Anspruch bestritten)
- Ulzana (auch Josanni, Jolsanie, abgel. von Apache-Name Ozaní’ („gegerbtes Wildleder“) oder Bį-sópàn („großes Wildleder“), ca. *1821 - †1909, segundo (Kriegshäuptling) seines Bruders Chihuahua)
- Chihuahua (auch: Chewawa, Apache-Name Kla-esh oder Tłá'í'ez („Mit dem Fuß etwas unter etwas anderes schieben“), ca. *1822/1825 - 25. Juli 1901, jüngerer Bruder von Ulzana und Häuptling der Chokonen-Lokolgruppe der Chokonen Band, loyal zu Cochise bis zu dessen Tod, weigerte er sich Taza und Naiche, Cochise's Söhne, als führende Häuptlinge anzuerkennen)
- Chato (auch: Chaddo, Chatto, später auch Alfred Chato, Apache-Name Mahtank, *1854; †13. August 1934, seine Mutter war eine Chokonen und sein Vater der Bedonkohe-Führer Jóse Mangas (Bruder Mangas Coloradas'), 1870–1880er Häuptling einer Chokonen-Lokalgruppe)
- Nahilzay (Na-li-za bzw. Ny-les-shizie („Sprechender [Befehle gebenbder] Häuptling“), segundo, Kriegshäuptling und Schwager von Cochise, nach dessen Tod Berater von Taza, überwarf sich jedoch bald mit diesem und führte zusammen mit Skinya, Cathla (Cullah) und Chihuahua sowie weiteren Chokonen-Führern (ca. der Hälfte der Band) weiterhin Krieg gegen Mexiko und die Amerikaner)
- Skinya (Apache-Name Haske-ne-l-a („Wütend, er starrt darauf“), ca. *1825 – †1876, Halbbruder des Kriegshäuptlings Nahilzay, berühmter Medizinmann und Anführer einer Chokonen-Lokalgruppe, seine Tochter Nah-de-yole heiratete Naiche, Cochise's jüngsten Sohn, überwarf sich mit Taza und seinem Schwiegersohn Naiche und bekämpfte mit anderen Chokonen-Führern weiterhin die Mexikaner und Amerikaner, wurde eigenhändig von Naiche getötet.)
- Pionsenay (auch: Peñon, ca. * 1830 – †1878, jüngster Bruder von Skinya und Anführer einer kleinen Chokonen-Gruppe, erkannte ebenfalls die Führung von Taza und Naiche nicht an, wurde 1876 von Taza durch einen Gewehrschuss in die Schulter schwer verletzt, floh nach Mexiko und unternahm zusammen mit Nednhi's unter Nolgee beiderseits der Grenze (Arizona sowie Sonora/Chihuahua) 1876–1877 mehrere Raids, wurde im Dezember 1877 von Soldaten nahe Janos, Chihuahua, getötet.)

## Lipan Apache
- Bigotes (‘der Bärtige’, Mitte 18. Jh., 1751 verließ er Texas und führte die Kuné tsa über den Rio Grande nach Coahuila. Seither lebten sie entlang des Rio Escondido and Rio San Rodrigo in Coahuila)
- Poca Ropa (‘few or scant clothes’ - ‘wenige oder dürftige Kleidung’, ca. 1750–1790, Häuptling der Tcha shka-ó´zhäye (‘Little Breech-clout People’ - ‘Volk, mit kleinen Lendenschürzen oder wenig Kleidung’) entlang des Unteren Rio Pecos)
- Cavezon (‘Big Head’, ca. ? – ca. † 1780, Häuptling der Ndáwe qóhä, einer mächtigen Gruppe, die vom Rio Saba bis zum oberen Rio Nueces schweifte)
- Casimiro (18. Jh., Häuptling einer Bande in Süd-Texas, wahrscheinlich der Ha´didla`Ndé)
- Yolcna Pocarropa (ca. 1820 – ca. †?, Häuptling mehrerer Lokalgruppen der Tcha shka-ó´zhäye in West-Texas, 1830 führte er diese über den Rio Grande nach Tamaulipas in Mexiko flussabwärts von Laredo)
- Cuelgas de Castro (Cuelga de Castro, ca. 1792 – ca. †1844, Häuptling der „Tche shä'“-Gruppe im San Antonio-Gebiet bis südlich des Rio Grande in Tamaulipas, er folgte seinem Vater, Josef Castro, als Häuptling, hatte mit mehreren Frauen viele Kinder, darunter seinen späteren Nachfolger, Juan Castro)
- Juan Castro (John Castro, folgte 1842 (oder 1844?) seinem Vater Cuelgas de Castro als Häuptling der „Tche shä“-Gruppe nach, war der führende Fürsprecher der Indianer der Brazos Indian Reservation in den 1850er, anstatt ihre zwangsweise Umsiedlung ins Indianer-Territorium im Jahre 1859 zu akzeptieren, flohen die Lipan nach Mexiko und schlossen sich den Kickapoo an)
- Flacco (ca. 1790 – ca. †1850, Häuptling der Kóke metcheskó lähä-Gruppe östlich und südwestlich von San Antonio)
- Costalites (ca. 1820–1873, Häuptling einer Gruppe, die von Coahuila bis ins südwestliche Texas wanderte, starb nach einem Ausbruch aus dem Gefängnis-Corral in San Antonio wahrscheinlich an Erschöpfung, da er sich während der Gefangenschaft in Hungerstreik befand)
- Magoosh (Ma´uish, ca. 1830–1900, Häuptling einer Lokalgruppe der Tu'sis Nde im Südosten von Texas sowie Nordosten von Mexiko, waren enge Verbündete der Eastern-Mescalero-Gruppe der Guhlkahéndé auf den Südlichen Plains unter deren Häuptling Nautzili sowie mancher Gruppen der Comanche, manchmal gingen sie auch gemeinsam mit den Southern Mescalero unter Häuptling San Juan und dessen Söhnen Peso und Sans Peur auf Raubzüge, nach einer schweren Epidemie floh ein Teil nach Zaragosa in Coahuila, die Gruppe um Magoosh zog zu den Mescalero, begleitete diese 1870 auf die Mescalero-Reservation und verschmolz später als Tuintsunde mit den Mescalero, zusammen mit den Häuptlingen Peso, Sans Peur, Shanta Boy und Big Mouth diente er als Apache Scout in den letzten Kampfhandlungen gegen Geronimo, dem Kriegshäuptling der Nednhi-Gruppe der Chiricahua Apache und Bedonkohe-Schamanen, zusammen mit den Mescalero-Häuptlinge Peso und Sans Peur war er einer der drei bedeutendsten Häuptlinge in der Reservation - Magoosh für die Lipan Apache in Elk Springs, Peso repräsentierte Mescalero Apache für die Rinconada und Three Rivers und Sans Peur für Mescalero Apache in Tule Canyon)

## Kiowa Apache
- Gonkon (Gonkan - „Bleibt in seinem Tipi“, „Verteidigt sein Tipi“; besser bekannt als Apache John, Unterhäuptling der Kiowa Apache sowie Bruder von Häuptling Essa-queta, dem bedeutendsten Anführer während des letzten Widerstands und der ersten Reservationszeit, wurde 1898 zum Oberhäuptling als Nachfolger von Tsayaditl-ti gewählt.)
- Essa-queta („Grauer Adler“, auch Pay-Sus - „der Schreitende“; besser bekannt als Pacer bzw. Peso, ca. *? - †1875; Essa-queta gehörte innerhalb des Stammes der Friedensfraktion an und überzeugte den Großteil der Kiowa Apache während des Red-River-Krieges (1874 bis 1875) in der Reservation zu bleiben)[8]
- Koon-Ka-Zachey (auch: Koon-Kah-Za-Chy bzw. Kootz-Zah - „Die Zigarre“, ca. *? - †1927)
- Si-tah-le („Armseliger, kümmerlicher Wolf“)
- Oh-ah-te-kah („Armseliger, kümmerlicher Bär“)
- Ah-zaah („Prairie Wolf“, „Kojote“)
- Tsayaditl-ti (auch: Ta-Ka-I-Tai-Di, Da-Kana-Dit-Ta-I bzw. Takaitaidi - „Weißer Mann“; besser bekannt als White Man Chief, ca. *1830 - †1900, folgte 1875 Essa-queta als Häuptling nach.)
- Daha (Taw-haw, Häuptling und einer der Anführer während der zweiten Geistertanz-Bewegung in 1891.)
- Daveko (Davako bzw. Däveko - „Erkennt [die] Feinde“, ca. *1818 - †1898, führender und unter den Kiowa-Apache gefürchteter Medizinmann)

## Mescalero Apache
Southern Mescalero
- Gómez (feindlicher Häuptling der Southern Mescalero, seine Gruppe (engl.: band) bestand aus fünf Lokalgruppen mit ca. 400 Kriegern, die Gruppe lebte im Big Bend-Gebiet und im Trans-Pecos beiderseits des Rio Grande mit Stützpunkten in den Guadalupe Mountains und Davis Mountains, als Gouverneur Trias 1000 Pesos für seinen Skalp bot, bot Gómez den gleichen Betrag für jeden mexikanischen oder amerikanischen Skalp, seine segundos (oder ‘Kriegshäuptlinge’) waren Cigarito, Chinonero, Simón Porode und Simón Manuel, ca. 1840er - späte 1860er)[9]
  - Cigarito (feindlicher aber mehr konzilianter Häuptling einer Lokalgruppe in den Davis Mountains und in wüsten Ebenen des Trans-Pecos, segundo von Gómez, dem führenden Häuptling der Southern Mescalero, 1840er - 1860er)
  - Chinonero (feindlicher aber mehr konzilianter Häuptling einer Lokalgruppe in den Davis Mountains und in wüsten Ebenen des Trans-Pecos, segundo von Gómez, dem führenden Häuptling der Southern Mescalero, 1840er - 1860er)
  - Simón Porode (Häuptling einer Lokalgruppe in West-Texas, segundo von Gómez, dem führenden Häuptling der Southern Mescalero, kontaktierte 1850 zusammen mit Simón Manuel die Garrison in San Elizario, um eventuell Friedensgespräche aufzunehmen, wurde jedoch durch Gómez überstimmt, 1840er - 1860er)
  - Simón Manuel (Häuptling einer Lokalgruppe in West-Texas, segundo von Gómez, dem führenden Häuptling der Southern Mescalero, kontaktierte 1850 zusammen mit Simón Porode die Garrison in San Elizario, um eventuell Friedensgespräche aufzunehmen, wurde jedoch durch Gómez überstimmt, 1840er - 1860er)
- Marco (auch Marcus, feindlicher Häuptling der Southern Mescalero, seine Gruppe - wahrscheinlich Tsehitcihéndé oder Niit’ahénde - umfasste ca. 200 Krieger, lebte im Big Bend-Gebiet beiderseits des Rio Grande von den Guadalupe Mountains bis östlich der Davis Mountains in die Randgebiete der Südlichen Plains, wurde häufiger Raub- und Kriegszüge entlang der San Antonio-Straße nach Texas sowie in der Nähe von El Paso beschuldigt, wollte sich den bereits Rationen beziehenden Sierra Blanca Mescalero anschließen, wurde jedoch abgewiesen, da seine Gruppe als texanische Mescalero betrachtet wurden, 1840er - 1860er)
- Espejo (‘looking-glass’ - ‘Spiegel’, feindlicher Häuptling der Southern Mescalero, seine Gruppe - wahrscheinlich Tsebekinéndé - mit mehreren Lokalgruppen unter den segundos (oder ‘Kriegshäuptlingen’) Nicolás und Antonio schweifte zwischen dem Limpia Canyon, Horsehead Crossing entlang des Pecos und östlich der Davis Mountains in den wüsten Ebenen des Trans-Pecos in West Texas, 1840er - späten 1860er)
  - Nicolás (Häuptling einer Tsebekinéndé-Lokalgruppe in den Davis Mountains und ostwärts bis in die Randgebiete der Südlichen Plains, segundo des Southern Mescalero-Häuptlings Espejo, 1840er - 1860er)
  - Antonio (Häuptling einer Tsebekinéndé-Lokalgruppe in den Davis Mountains und ostwärts bis in die Randgebiete der Südlichen Plains, segundo des Southern Mescalero-Häuptlings Espejo, 1840er - 1860er)
- Mateo (Häuptling einer Tsebekinéndé-Lokalgruppe (oft von Spaniern und Amerikanern als Aguas Nuevas oder Norteños bezeichnet), lebte zusammen mit der Lokalgruppe von Verancia in der Gegend des Dog Canyons in den Sacramento Mountains und folgte vermutlich der alten Apache-Lebensweise von Jagd und Raub, da sie als “troublesome” betrachtet wurden, 1840er - 1860er)[10]
- Verancia (Häuptling einer Tsebekinéndé-Lokalgruppe, lebte zusammen mit der Lokalgruppe von Mateo in der Gegend des Dog Canyons in den Sacramento Mountains und folgte vermutlich der alten Apache-Lebensweise von Jagd und Raub, da sie als “troublesome” betrachtet wurden, 1840er - 1860er)
- Alsate (auch Arzate, Arzatti, letzter Häuptling der Chisos Apaches (auch Chinati oder Rio Grande Apaches), einer Gruppe der Southern Mescalero in den Davis Mountains, Chisos Mountains und Chinati Mountains[11] im Big Bend-Gebiet, der Sierra del Carmen in Coahuila und der Sierra Alamos in Chihuahua nördlich der Bolsón de Mapimí,[12] wurde zusammen mit seiner ganzen Gruppe durch Verrat gefangen genommen und zusammen mit seinen segundos (oder ‘Kriegshäuptlingen’) Colorado und Zorillo in Ojinaga, gegenüber von Presidio del Norte, Texas, standrechtlich erschossen, seine gesamte Gruppe wurde in Mexiko in die Sklaverei verkauft, ca. * 1817; † 1882)[13]
  - Colorado (Häuptling einer Lokalgruppe der Chisos Apaches im Grenzgebiet von Coahuila, Chihuahua und West-Texas, segundo von Alsate, des führenden Häuptlings der Chisos Mescalero, wurde durch Verrat gefangen genommen und zusammen mit Alsate und Zorillo in Ojinaga, gegenüber von Presidio del Norte, Texas, standrechtlich erschossen, späte 1860er; † 1882)
  - Zorillo (Häuptling einer Lokalgruppe der Chisos Apaches im Grenzgebiet von Coahuila, Chihuahua und West-Texas, segundo von Alsate, des führenden Häuptlings der Chisos Mescalero, wurde durch Verrat gefangen genommen und zusammen mit Alsate und Colorado in Ojinaga, gegenüber von Presidio del Norte, Texas, standrechtlich erschossen, späte 1860er; †1882)
- San Juan (Häuptling einer Gruppe der Southern Mescalero - wahrscheinlich der Nit'ahéndé oder Tsehitcihéndé - seine Gruppe lebte entlang des Rio Bonito, Rio Hondo und bewohnte die Capitan Mountains sowie die Sacramento Mountains - in diesem Gebiet wurde später Fort Stanton zum Schutz vor Überfällen der Mescalero und Comanche gebaut - zu seinen Verbündeten zählten Gruppen der Eastern Mescalero, der Lipan Apache sowie manche Gruppen der Comanche, nachdem Santana und Cadete verstorben waren, übernahmen San Juan und Nautzili die Führerschaft der Mescaleros in der Reservation, sein Sohn Peso war der letzte traditionelle Häuptling der Mescalero)
- Peso (ca. * 1849; † 1929, wurde in den Guadalupe Mountains nahe dem heutigen Carlsbad als Sohn des Häuptlings San Juan und dessen Frau Nagoo-nah-go geboren, seine Gruppe - wahrscheinlich Nit'ahéndé oder Tsehitcihéndé - verbündete sich mit Nautzili's Gruppe von Guhlkahéndé auf den Südlichen Plains als auch mit Gruppen der Comanche, manchmal schlossen sie sich auch Häuptling Magoosh's Tu'sis Nde der Lipan Apache im Südosten von Texas und Nordosten von Mexiko an, Peso selbst war ein exzellenter Fährtenleser und diente in den späten 1880er als Apache Scout in den letzten Kriegen gegen den Bedonkohe-Apache Geronimo, zusammen mit seinem Bruder Sans Peur (‘Without Fear’ - ‘Ohne Furcht’) und Magoosh war er einer der drei bedeutendsten Häuptlinge in der Reservation - Magoosh für die Lipan Apache in Elk Springs, Sans Peur für Mescalero Apache in Tule Canyon und Peso repräsentierte Mescalero Apache für die Rinconada und Three Rivers)
- Sans Peur (‘Without Fear’ - ‘Ohne Furcht’, Bruder von Häuptling Peso und Sohn von Häuptling San Juan, seine Gruppe - wahrscheinlich Nit'ahéndé oder Tsehitcihéndé - waren enge Verbündete der Eastern Mescalero-Gruppe der Guhlkahéndé auf den Südlichen Plains sowie der „Tu'sis Nde“-Gruppe der Lipan Apache im Südosten von Texas und Nordosten von Mexiko sowie manchen Gruppen der Comanche, zusammen mit seinen Brüdern Peso und Crook Neck sowie Häuptlingen wie Shanta Boy und Big Mouth diente er als Apache Scout in den letzten Kampfhandlungen gegen Geronimo, dem Kriegshäuptling der Nednhi-Gruppe der Chiricahua Apache und Bedonkohe-Schamanen, zusammen mit seinem Bruder Peso und Magoosh war er einer der drei bedeutendsten Häuptlinge in der Reservation - Magoosh für die Lipan Apache in Elk Springs, Peso repräsentierte Mescalero Apache für die Rinconada und Three Rivers und Sans Peur für Mescalero Apache in Tule Canyon)

Northern Mescalero
- Barranquito (auch Palanquito, einflussreichster Häuptling der Sierra Blanca Mescalero-Gruppe, die zwischen den Sierra Blanca Mountains ostwärts bis zum Pecos River streiften, wahrscheinlich der wichtigste Häuptling der Mescalero im frühen 19. Jhd. überhaupt, als er 1857 starb, folgten ihm seine drei Söhne Santana, Cadete und Roman, erreichten jedoch niemals mehr diesen überragenden Einfluss)
- Santana (auch Santa Ana, Sohn und Nachfolger von Barranquito, war bereits seit ca. 1830 Häuptling einer Lokalgruppe der Sierra Blanca Mescalero-Gruppe mit großer Autorität und Ansehen, seit dem Tod von Barranquito scheint Santana den größten Einfluss unter den Gruppen der Northern Mescaleros gehabt zu haben, jedoch vermied er die Öffentlichkeit und war unter den Amerikanern und Mexikanern kaum bekannt, in seinen späten Jahren wurde er als standhafter Freund der Amerikaner bekannt, † 1876 durch Lungenentzündung oder den Pocken)
- Cadete (auch Cadette - ‘Volunteer’ - ‘Jener, der sich freiwillig meldet, anbietet’, in Apache: Gian-na-tah - ‘Always Ready’ - ‘Stets und immer bereit’, auch bekannt als Zhee-es-not-son, Zhee Ah Nat Tsa, Sohn und Nachfolger von Barranquito, nach Santana einflussreichster Häuptling mehrerer Lokalgruppen der Sierra Blanca Mescalero-Gruppe, war diplomatischer als Santana, unterstellte sich der Führung seines Bruders Santana, hatte am meisten Kontakt mit den Weißen unter den Häuptlingen der Northern Mescaleros, nachdem alle Mescalero das „Bosque Redondo“-Reservat am 3. November 1863 verlassen hatten, floh er mit seiner Gruppe auf die Llano Estacado, in Mexiko stahlen seine und andere Mescalero-Gruppen große Vieh- und Pferdeherden, die sie direkt oder via den Comancheros an die Comanche tauschten und verkauften,[14] wurde während einer Friedensmission 1872 ermordet)
- Ramón Grande (Sohn und Nachfolger von Barranquito, Häuptling einer Lokalgruppe der Sierra Blanca Mescalero-Gruppe, hatte weniger Einfluss als seine Brüder Santana und Cadete, unterstellte sich der Führung seines Bruders Santana, starb 1885 während einer Epidemie)
- Josecito (auch José Cito, nach Barranquito und Santana der einflussreichste Häuptling einiger Lokalgruppe der Sierra Blanca Mescalero-Gruppe, unterzeichnete im April, 1852 zusammen mit einem kleineren Lokalgruppen-Führer der Sierra Blanca Mescalero namens Lobo und dem Jicarilla-Apache-Häuptling Chacon einen Vertrag mit Calhoun)
- Muchacho Negro (‘Black Boy’ - ‘Schwarzer Junge’, Häuptling einer Lokalgruppe, schloss sich mit seinen Kriegern dem Chihenne-Häuptling Victorio an, *ca. 1860; †1930)
- Kutbhalla (Kriegshäuptling, heiratete eine Tochter von Chihenne-Häuptling Mangas Coloradas)
- Estrella (‘Stern’)

Eastern Mescalero / Plains Mescalero
- Nautzili (auch Natzili, Nautzile, Nodzilla - ‘Bison’, Häuptling der Guhlkahéndé und später einer Splittergruppe der Southern Lipan in Nord-Mexiko, war enger Verbündeter der Southern Mescalero-Gruppe von Häuptling San Juan, der Tu'sis Nde-Gruppe der Lipan Apache unter Häuptling Magoosh sowie einiger Gruppen der Comanche auf den Südlichen Plains, ergab sich 1876 und zog in die Mescalero-Reservation, 1879 hatte er die Führerschaft über die größte Zahl der Mescalero-Gruppen im Reservat (inklusive der Lipan) erlangt und erfolgreich viele Krieger davon abgehalten, sich dem Chihenne-Häuptling Victorio in dessen Krieg anzuschließen)

## Westliche Apache

### Tonto Apache
Tonto-Führer (bilinguale Kwevkepaya-Tonto Apache oder Kwevkepaya-Pinaleno Apache-Führer)
- Delshay (Apache-Name Delshe, Delchea bzw. Delacha („Großes Hinterteil“, „Großer Steiß/Rumpf“), in Yavapai Wah-poo-eta bzw. Wapotehe, ca. *1835 - †29. Juli 1874; Kwevkepaya-Tonto-Apache-Führer, seine gemischte und zweisprachige ca. 200 Mitglieder aus der Matkawatapa-Lokalgruppe der Walkamepa-Kwevkepaya und Dilzhę́’é Semi-Band der Südlichen Tonto-Apache, lebte in der Sierra Ancha westwärts bis zum Tonto Creek und ostwärts bis zum Cherry Creek, waren jedoch auch oft in den Mazatzal Mountains westlich ihres Stammesgebietes zu finden, war 1873 an der Ermordung von Leutnant Jacob Almy in San Carlos beteiligt und floh danach zusammen mit den Häuptlingen Chuntz, Cochinay und Chan-deisi in die Berge, wurde der erfolgreichste und hartnäckigste Anführer der verbündeten Yavapai und Tonto-Apache, am 29. Juli 1874 wurde seine Gruppe von Apache-Scouts unter Tonto-Apache-Häuptling (oder White Mountain Apache?) Desalin gestellt und Delshay getötet. Sein abgeschlagener Kopf wurde als Trophäe zusammen mit 76 gefangenen Kwevkepaya-Tonto nach Camp McDowell gebracht, nicht mit Wah-poo-eta zu verwechseln)
- Wah-poo-eta (in Yavapai auch: Wapotehe bzw. Wapooita, in Apache Delacha bzw. Delshe (beides: „Großes Hinterteil“, „Großer Steiß/Rumpf“), *? - †15. August 1869; Kwevkepaya-Tonto-Apache-Führer; seine ca. 750 Mitglieder umfassende zweisprachige Bande, größtenteils Kwevkepaya sowie Mazatzal (Tsé Nołtłʼizhn) Band der Südlichen Tonto Apache, war als die größte sowie die kriegerischste Gruppe bekannt und lebte meist in den südlichen Mazatzal Mountains, jedoch ist wenig über Wah-poo-eta bekannt, da er sich weigerte mit den Amerikanern zu verhandeln. Nach mehreren erfolgreichen Raub- und Kriegszügen wurde er am 15. August 1869 durch 44 feindliche Maricopa und Akimel O’Odham unter dem Maricopa-Kriegshäuptling Juan Chivaria in Castle Creek Canyon getötet, nicht mit Delshay zu verwechseln.)
- Eschetlepan (Apache-Name Tc’à’łìbà·hń („Brauner Hut“, „Hut aus Wildleder“), auch: Chalipun, Cha-Thle-Pah, Choltepun, von der US-Armee Charlie Pan genannt, Kwevkepaya-Südliche Tonto-Apache-Führer, selbst Mitglied der Mazatzal (Tsé Nołtłʼizhn) Band der Südlichen Tonto Apache, die ca. 100 Mitglieder umfassende zweisprachige Band bestand größtenteils aus Wikedjasapa-Kwevkepaya und Mazatzal (Tsé Nołtłʼizhn) sowie vier der sechs Kleingruppen der Südlichen Tonto Apache und lebte südwestlich von Green Valley und südlich des East Verde River, ca. 17 km östlich des Verde River bis in die nördlichen Ausläufer der Mazatzal Mountains, daher konnten sie leicht Raubzüge in die Gebiete rund um Prescott und Wickenburg unternehmen, wurde von den Südlichen Tonto Apache als Verhandlungsführer mit General Crook gewählt)[16]
- Ashcavotil (auch: Ascavotil, Apache-Name Escavotil, Kwevkepaya-Pinaleño-Apache-Führer, seine zweisprachige Gruppe mit ca. 200 Kriegern lebte östlich von Cherry Creek südwärts entlang beiderseits des Salt River und in den Pinaleno Mountains, nach Wah-poo-eta war er der kriegerischste Anführer in Zentral-Arizona, schwer bewaffnet und gut mit Munition von Apache der Fort Goodwin-Reservation versorgt, überfielen und kämpften seine Krieger bis weit nach Süden indianische und weiße Siedlungen bis nach Tucson, Sacaton und Camp Grant)
- Oshkolte (Apache-Namen Hascalté bzw. Has-Kay-Ah-Yol-Tel, Tonto Apache-Kwevkepaya-Führer, seine zweisprachige Bande bestand aus ca. 70 Kriegern, 20 Frauen und 20 Kindern, größtenteils Südliche Tonto Apache und einige Kwevkepaya, lebte beiderseits des Tonto Creek nordwärts bis zum East Verde River und südlich bis zum Salt River sowie östlich der Four Peaks in den Mazatzal Mountains, seine Krieger waren gut bewaffnet, enger Verbündeter von Ashcavotil und Wah-poo-eta, von denen er in der Versorgung mit Munition abhängig war, † getötet März 1873)
- Nanni-Chaddi (Tonto Apache-Kwevkepaya-Führer, *?; unternahm viele Raubzüge gegen Siedlungen der Akimel O’Odham sowie der Weißen entlang des Salt und Gila River, wurde am 28. Dezember 1872 im Skeleton Cave Massacre (auch Battle of Salt River Canyon genannt) zusammen mit 75 Männern, Frauen und Kindern von 130 Soldaten des 5. Kavallerieregiments unter Captain William H. Brown sowie 30 indianischen Scouts getötet, 15 weitere Tonto lagen im Sterben, nur 18 Frauen und 6 Kinder überlebten als Gefangene)
- Skiitlanoyah (auch Skitianoyah, in Yavapai Skitlavisyah, Kwevkepaya-Tonto-Apache-Führer, seine zweisprachige Bande von ca. 80 Mitgliedern lebte nördlich von Delshays Bande, zwischen dem Mittleren East Verde River und dem Oberen Tonto Creek nordwärts bis zum Mogollon Rim)
- Piyahgonte (auch: Pi-yah-gon-te, Yavapai-Tonto-Apache-Führer der 1860er- und 1870er, seine zweisprachige Bande mit ca. 75 Mitgliedern lebte beiderseits des Oberen East Verde River nordwärts bis zum Mogollon Rim, man machte ihn für die meisten Überfälle und Verwüstungen im Gebiet rund um Prescott verantwortlich)
- Natatotel (auch: Natokel bzw. Notokel, Kwevkepaya-Tonto-Apache-Führer, † getötet Juni 1873)

Tonto Apache-Führer
- Chuntz (auch: Chunz, Tonto Apache-Führer, floh nach dem San Carlos-Ausbruch von 1873 zusammen mit Delshay, Cochinay und Chan-deisi in die Berge, wurde im Juli 1874 in den Santa Catalina Mountains von Apache-Scouts unter Häuptling Desalin aufgespürt und getötet, sein abgeschlagener Kopf wurde ab 25. Juli 1874 mehrere Tage lang auf dem Paradeplatz von San Carlos zur Schau gestellt)
- Chan-deisi (Apache-Name Tc’à’ndézn („Langer, Hoher Hut“), auch bekannt als She-shet, von der US-Armee John Daisy genannt, Tonto Apache-Führer, ehemaliger Apache-Scout, gehörte Cochinay's Gruppe an, floh 1873 nach dem Mord an Leutnant Jacob Almy in San Carlos zusammen mit Chuntz, Cochinay und Delshay in die Berge, wurde am 12. Juni 1874 durch indianische (Apache?)-Scouts getötet und enthauptet, sein Kopf wurde nach Camp Apache gebracht)
- Cochinay („Gelber Donner“, Tonto Apache-Führer, floh 1873 nach der Ermordung von Leutnant Jacob Almy in San Carlos zusammen mit Chuntz, Delshay und Chan-deisi in die Berge, wurde jedoch im Mai 1874 von indianischen Scouts unter Häuptling Desalin getötet und enthauptet, sein Kopf wurde am 26. Mai 1874 nach San Carlos gebracht)
- Naqui-Naquis (Tonto Apache-Führer, † getötet Juni 1873)
- Ba-coon (auch: Bacon oder Bocan („Großer Mund“), zudem auch To-mas, Tonto Apache-Führer)

### White Mountain Apache
- Alchesay (Apache-Name Tsájń bzw. Tsayu („der Aufgeschwollene“, „der Aufgeschwemmte“), auch: Alchise bzw. Alchisay, später: William Alchesay, *17. Mai 1853 – †6. August 1928, Whiteriver (Chʼílwozh), Sohn von Pedro, einem Häuptling der Carrizo-Gruppe der Cibecue-Apache, und Bruder von  Häuptling der Östlichen White Mountain Apache und Apache Scout. Auf Grund seiner Tapferkeit während der Apache- und Yavapai-Kriege erhielt er die Medal of Honor, die höchste militärische Auszeichnung der USA, er versuchte Geronimo vergeblich zu überzeugen, sich zu ergeben - trotz seiner Scout-Dienste für die US-Armee genoss er unter den gegnerischen Chiricahua- und Tonto-Apache sowie den Yavapai hohes Ansehen als Krieger und Häuptling und Geronimo und Alchesay waren lebenslange Freunde. Später war er ein bekannter Viehzüchter und unternahm mehrere Reisen nach Washington D.C., um sich für die Apache politisch einzusetzen)
- Bylas (Apache-Name Bailish, Baylas bzw. Bágùlè·ł („Jener, der das ganze Reden übernimmt“), Häuptling der Östlichen White Mountain Apache-Gruppe; nach ihm wurde die heutige Siedlung Bylas auf der San Carlos Reservation benannt, die in zwei Gemeinden unterteilt ist: die eine Gemeinde für die White Mountain Apache, die andere für die San Carlos und Südliche Tonto Apache.)
- Francisco (†1865, Apache-Name Gochaaha („Der Große“), ca. *? - †1865 bei Camp Goodwin, Häuptling der Östlichen White Mountain Apache-Gruppe, evtl. ursprünglich als Kind aus Mexiko geraubt und daher seinen spanischen Namen behalten, oftmals identifiziert mit Na-ginit-a/Nà-gínlt‘a („Er kundschaftet voraus“), einem Häuptling der Östlichen White Mountain Apache und Unterhäuptling von Esh-kel-dah-sila/Hashkeedasillaa, enger Verbündeter von Cochise[17].)
- Nayudiie (Häuptling des Ti-sie-dnt-i-dn-Clans der Westlichen White Mountain Apache-Gruppe, Vater von John Rope und Ziehvater von Mickey Free, als Chiricahua unter Geronimo Nayudiie's Vieh von der San Carlos Reservation stahlen, verfolgte er diese mit seinen Clanmitgliedern, Geronimo's Gruppe hatte einen Frachtwagen ausgeraubt uns größtenteils den aufgefundenen Whiskey getrunken, bis sie weiterfliehen mussten. Nayudiie's nachfolgende Gruppe trank den Rest des Whiskeys - jedoch starb Nayudiie und einer seiner Männer daraufhin im Schlaf. Die Westlichen White Mountain und San Carlos Apache sowie Mickey Free und John Rope waren überzeugt, dass ihre Verwandten von den Chiricahua vergiftet worden waren.)[18]
- Esh-kel-dah-sila (Apache-Name Hashkeedasillaa oder Eskiltesela („Er ist immer wütend“, “Angry, Right Side Up”), auch: Esketeshelaw, Haskɛdasila, Hacke-idasila, Heske-hldasila bzw. Hashkaila, unter Weißen meist als [El] Diablo („der Teufel“) bezeichnet[19], ca. *1850 - †1875, Häuptling des Nadostusn/Nádots’osń-Clan (Nddohots'osn, Ndhodits oder Naagodolts'oosri - „Slender Peak Standing Up People“) der Östlichen White Mountain Apache-Gruppe, zugleich jedoch auch Häuptling aller Östlichen White Mountain Apache, damals der einflussreichste Häuptling der Westlichen Apache, vergleichbar mit Mangas Coloradas/Cochise der Chiricahua Apache, Schwiegersohn von Mangas Coloradas)
- Polone (ca. *? - †August 1880, folgte 1873 Esh-kel-dah-sila/Hashkeedasillaa (Diablo) als Häuptling der Östlichen White Mountain Apache-Gruppe, konnte jedoch nie wieder den Einfluss von Esh-kel-dah-sila erlangen, wurde bald von Alchesay (Carrizo-Häuptling Pedro's Sohn) als Fürsprecher der White Mountain Apache übertroffen, während einer jahrelangen Auseinandersetzung unter zwei Carrizo-Clans sowie später den Östlichen White Mountain Apache (die Pedro's Carrizo-Clan Zuflucht gewährt hatten) wurde er im August 1880 getötet; hiernach wurde Alchesay Häuptling der Östlichen White Mountain Apache.)

### Cibecue Apache
- Miguel (auch: One-Eyed-Miguel („Miguel, der Einäugige“) oder El Tuerto („Der Einäugige“), Apache-Name Hashkeeba bzw. Es-ca-pa („Seiner Wut bewusst“), auch: Esh-ke-iba, Es-chá´-pa, manchmal auch Pin-dah-kiss, ca. ?* - †1871, älterer Bruder von Ishkiinlaá (Diablo), Häuptling des Ti-uk-a-digaidn/T’ohk’aa’digaiń-Clans („White-water-People“, „Row of White Canes People“) sowie der dominanten Lokalgruppe der Carrizo-Gruppe der Cibecue Apache, während der 1850–1860er bedeutendster Häuptling der Carrizo, 1869 initiierten Miguel (Hashkeeba), Ishkiinlaá (Diablo), Pedro (Hàcké·yànìltł’ì·dn) und Esh-kel-dah-sila/Hashkeedasillaa (Diablo) Verhandlungen zwischen Amerikanern und Cibecue und White Mountain Apache, die zur Errichtung von Fort Apache (bis 1879: Camp Apache) führten. Die Carrizo-Gruppen unter Miguel und Ishkiinlaá stellten 1871 zudem die ersten Apache-Scouts überhaupt, später wurden alle Cibecue Apache gezwungen nahe Fort Apache - auf Land der Östlichen White Mountain Apache - zu siedeln. Auf Grund einer Clan-Fehde unter den Cibecue Apache hatte Miguel bereits in den 1850er Pedro's Clanmitglieder gezwungen, Schutz bei Esh-kel-dah-sila/Hashkeedasillaa (Diablo)'s Östlichen White Mountain Apache zu suchen, Miguel wurde 1871 während einer nächtlichen Tiswin/Tulapai-Trinkparty durch Clan-Angehörige des Häuptlings Pedro getötet; Ishkiinlaá (Diablo) übernahm die Führung der Carrizo-Gruppe und rächte Miguel's Tod, indem verbündete Cibecue-Gruppen mehrere Mitglieder von Pedro's Clan sowie Östliche White Mountain Apache töteten.)
- Ishkiinlaá (Apache-Name Eskininla („Penis Boy“), auch: Es-ki-in-la, Eskiniaw bzw. Esh-ken-la, unter Weißen meist als [El] Diablo („der Teufel“) bezeichnet, ca. *1846 - †30. August 1880, Nachfolger seines älteren Bruders Miguel als Häuptling des Ti-uk-a-digaidn/T’ohk’aa’digaiń-Clans („White-water-People“, „Row of White Canes People“) sowie der dominanten Lokalgruppe der Carrizo-Gruppe der Cibecue Apache, weigerte sich bis 1876 auf die San Carlos Reservation umzusiedeln, in den Monaten nach Miguel's Ermordung rächte er diesen zusammen mit verbündeten Cibecue-Apache, indem er mehrere Angehörige des Tca-tci-dn-Clans (Pedro's Carrizo-Clan) sowie der Östlichen White Mountain Apache tötete (Letztere hatten Pedro Schutz gewährt); in den folgenden Jahren gab es immer wieder gegenseitige Morde unter den verfeindeten Gruppen (Pedro, Östlichen White Mountain Apache und Ishkiinlaá) in deren Folge im Sommer 1880 wiederum Ishkiinlaá durch Pedro's Clanmitglieder unter Führung von Alchesay und Uclenny/U-clen-ay (beides Pedro's Söhne) getötet wurde, hierbei wurde wahrscheinlich auch Polone, ein Häuptling der Östlichen White Mountain Apache ebenfalls getötet.)
- Pedro (Apache-Name Hàcké·yànìltł’ì·dn („Wütend, er schüttelt etwas“), auch: Hacke-yanil-tli-din bzw. Hache-yanil-tli-din oder Hashkee-yànìltł’ì-dn („Wütend, er fragt/bittet danach/darum“), ca. *1835 - †1885, Häuptling des Tca-tci-dn-Clans (auch Cacidn, Tea-tci-dn oder Tsee hachiidn - „Red Rock Strata People“) und einer Lokalgruppe der Carrizo-Gruppe der Cibecue Apache. Auf Grund einer Clan-Fehde unter den Cibecue Apache zwang der führende Carrizo-Häuptling Miguel Pedro's Clanmitglieder, Schutz bei Esh-kel-dah-sila/Hashkeedasillaa (Diablo)'s Östlichen White Mountain Apache zu suchen.[20] 1871 töteten seine Clan-Angehörige Häuptling Miguel während einer nächtlichen Tiswin/Tulapai-Trinkparty; Miguel's Bruder Ishkiinlaá (Diablo) übernahm die Führung und rächte dessen Tod durch Ermordung mehrerer Clanmitglieder von Pedro und Östlicher White Mountain Apache. Nach mehreren Clanmorden die im August 1880 auch zur Tötung des Häuptlings Ishkiinlaá (Diablo) durch Pedro's Clanmitglieder unter Führung von Alchesay und Uclenny/U-clen-ay (beides Pedro's Söhne) führten, erfolgte wiederum im Februar 1881 eine Racheaktion durch Cibecue Apache, bei der Häuptling Petone (ein weiterer Sohn Pedro's) getötet, Pedro durch beide Knie und Alchesay glatt durch die Brust geschossen wurde, beide überlebten schwer verwundet.)
- Petone (auch: Petone Sageski, ca.*? - †1881, Sohn von Häuptling Pedro und Bruder von Alchesay und Uclenny/U-clen-ay, folgte 1873 seinem Vater nach dessen Tod als Häuptling der Carrizo-Gruppe der Cibecue Apache auf der Fort Apache Reservation nach, wurde im Februar 1881 bei einer Strafexpedition der Cibecue-Apache wegen der Tötung Ishkiinlaá's getötet.)
- Capitán Chiquito (auch: Captain Chiquito, Häuptling der Cibecue-Gruppe der Cibecue Apache, nicht zu verwechseln mit dem Pinaleño Apache-Häuptling des gleichen Namens)
- Nock-ay-det-klinne (Apache-Name Nakaidoklini bzw. Nakydoklunni („gefleckter oder sommersprossiger Mexikaner“), von den Amerikanern Babbyduclone, Barbudeclenny, Bobby-dok-linny und Freckled Mexican Matthews genannt, Häuptling der Cañon Creek-Gruppe der Cibecue Apache und angesehener Schamane, hielt spirituelle Tänze und führte eine religiöse Bewegung namens Náildé („Rückkehr von den Toten“) an und behauptete hierdurch zwei bekannte tote Häuptlinge der Cibecue-Apache - Ishkiinlaá (Diablo), Häuptling der Carrizo-Lokalgruppe, und Es-ki-ol-e, Häuptling der Cibecue-Lokalgruppe[21] - wieder zum Leben erwecken zu können.)
- Ne-big-ja-gy (auch bekannt als Ka-clenny oder Es-keg-i-slaw, Bruder und segundo (Kriegshäuptling) von Nock-ay-det-klinne, dem Schamanen und Häuptling der Cañon Creek-Gruppe der Cibecue Apache, folgte seinem Bruder nach dessen Ermordung als Häuptling der Cañon Creek-Gruppe)
- Sanchez (Apache-Name Bé-cbiɣo'dn bzw. Bé·cbìγò’án („Metall-Zahn“, „Eisen-Zahn“), Nachfolger von Ishkiinlaá (Diablo) als Häuptling von dessen Carizzo-Lokalgruppe der Carizzo-Gruppe der Cibecue Apache, seine ca. 250 Mitglieder umfassende Gruppe lebte entlang des Carrizo Creeks, 20 km nördlich von Carrizo Crossing, war eng mit dem Schamanen Nock-ay-det-klinne verbündet)

### San Carlos Apache
- Casador (auch: Casadora, Apache-Name Nànt'àntco („großer Häuptling“), war der bedeutendste und einflussreichste Häuptling der San Carlos-Gruppe der San Carlos Apache, eigentlich als friedliebend bekannt, verletzte er während einer Clan-Auseinandersetzung die Gesetze auf der Reservation; um sein Gesicht zu wahren floh er mit seiner Gruppe in die Berge und turned renegade. Bekämpfte die US-Armee sowie Apache- und Yavapai-Scouts, ergab sich jedoch bald wieder; war ein Verbündeter von Geronimo.)
- Eskinospas (auch: Eskenaspas, Apache-Name Hàckíná-sbás („Wütend, im Kreis [laufend]“), Häuptling einer Lokalgruppe der Arivaipa-Gruppe der San Carlos Apache)
- Santos (Häuptling einer Lokalgruppe der Arivaipa Apache-Gruppe, Schwiegervater von Eskiminzin, dem bedeutendsten Häuptling der Arivaipa-Gruppe)
- Eskiminzin (Apache Name Hashkebansiziin, Hàckíbáínzín bzw. Hakí·bánzín („[Er ist] Wütend, Männer stehen in der [Kampf]Reihe für ihn“), auch: Eskimenzine, Eskimo-tzin, Esqinosquin bzw. Esquimosquin, ca. *1828 - †Dezember 1894/1895 in der San Carlos Reservation, Arizona, wurde als Pinaleño nahe der Pinal Mountains geboren, durch Heirat der Tochter von Santos, einem Lokalgruppenführer der Arivaipa, zog er zu diesen und wurde später ihr bedeutendster Häuptling, er und seine Gruppe zusammen mit der Pinaleño-Gruppe von Häuptling Capitán Chiquito wurden Opfer des sog. Camp Grant Massacre im Morgengrauen des 30. April 1871, William S. Oury und Jesús María Elías, die alle Überfälle und Verwüstungen im Süden von Arizona den friedlich in Camp Grant lebenden 500 Arivaipa und Pinaleño Apache zuschrieben, kontaktierten ihren alten Verbündeten Francisco Galerita, Häuptling der Tohono O’odham von San Xavier um die Apache zu bestrafen, 144 Apache wurden während des Massakers von den Tohono O’odham getötet und verstümmelt (bis auf acht waren es alles Frauen und Kinder) und 29 Kinder wurden als Sklaven von den Tohono O’Odham und den Mexikanern nach Mexiko verkauft.)
- Capitán Chiquito (Häuptling der Pinaleño-Gruppe der San Carlos Apache, wurde zusammen mit Arivaipa-Häuptling Eskiminzin Opfer des sog. Camp Grant Massacre, verübt von Mexikanern, Amerikanern sowie ihren Tohono-O’Odham-Verbündeten, nach dem Massaker flüchteten die überlebenden Arivaipa und Pinaleño-Gruppen nordwärts zu ihren Tonto Apache und Yavapai-Verbündeten, zusammen mit jenen beraubten und bekämpften sie die Amerikaner bis 1875, wobei die Kämpfe ihren Höhepunkt während General George Crook’s Tonto Basin Campaign von 1872 bis 1873 erreichten)
- Talkalai (Apache-Name 'íłd'ágùłdlà'í oder Talkali („Er hört plötzlich auf zu laufen“), *1817 - †4. März 1930, Miami, Arizona, Häuptling der Apache Peaks-Gruppe, diente als Chief of Scouts für drei verschiedene Generäle der US-Armee, Crook, Miles und Howard. Er war auch der Anführer der Apache Scouts, die 400 Meilen südwärts nach Mexiko marschierten, um den Bedonkohe-Schamanen und Nednhi-Kriegshäuptling Geronimo zu fassen. Er rettete einst das Leben von seinem guten Freund John Clum, dem ersten Indianer-Agenten auf der San Carlos Indian Reservation, indem er seinen eigenen Bruder erschoss. Dies erzürnte jedoch manche Mitglieder seiner Gruppe so sehr, dass er hierauf die Reservation verlassen musste und sich in der Stadt Miami niederließ. Zudem war er mit den Gebrüdern Earp in Tombstone befreundet und war zu Gast bei Präsident Grover Cleveland im Weißen Haus.)